# Ртутний крапельний електрод

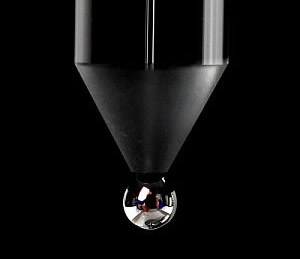
Ртутний крапельний електрод

Ртутний крапельний електрод (англ. dropping-mercury electrode) — робочий електрод у полярографії, який є катодом. Ртуть неперервно витікає з капіляра (діаметр 0,1 см) дрібними краплями, що утворюються кожні 3—6 с, у розчин, оновлюючи поверхню катода. Анодом є донна ртуть. Його перевагою є те, що вплив домішок мінімальний, бо поверхня постійно оновлюється.